# Glibc

GNU C Library

glibc (англ. GNU C Library — GNU бібліотека Сі) — стандартна бібліотека мови C з проекту GNU, яка забезпечує системні виклики та основні функції. Вона написана Фондом вільного програмного забезпечення для операційних систем родини GNU. glibc повністю відповідає вимогам стандартів ISO C99, C11 та POSIX.1-2008, і випущена під ліцензією GNU LGPL.
glibc є основою більшості Linux-дистрибутивів, за винятком OpenWrt.

## Історія
Бібліотека створена Фондом вільного програмного забезпечення (Free Software Foundation, FSF) для операційних систем GNU. Розробка бібліотеки була переглянута комітетом з 2001 на чолі з провідним розробником і підтримувачем Ульріхом Дреппером (Ulrich Drepper) з Red Hat.
Спочатку glibc була написана Роландом Мак-Гратом (Roland McGrath), котрий працював у FSF в 1980-x роках. У лютому 1988 року FSF представила glibc як бібліотеку, що має найповнішу функціональність, необхідну для ANSI C. У 1992 були імплементовані функції ANSI C-1989 та POSIX.1-1990 і робота переведена у спосіб POSIX.2.

## Форки

### Тимчасовий форк glibc
На початку 1990-х років розробники ядра Linux створили форк glibc. Він був названий «Linux libc». Коли FSF випустила в 1996 році glibc 2.0, яка підтримувала IPv6, 64-бітовий доступ до даних, багатонитеві програми, сумісність з майбутніми версіями і більше стерпний початковий код, розробники Linux перервали розробку Linux libc і почали використовувати glibc від FSF.

### eglibc
Деякий час існував eglibc — форк glibc, повністю сумісний з нею на рівні API і ABI. Eglibc відрізнялась інтеграцією деяких додаткових напрацювань для вбудовуваних систем, нижчими системними вимогами (підтримка компіляції з деякими відключеними компонентами), можливістю гнучкого налаштування компонентів, поліпшеною підтримкою крос-компіляції і крос-тестування. Напрацювання eglibc було інтегровано у glibc.

## Підтримувані архітектури та ядра
Glibc використовується в системах, на яких працює багато різних ОС, і на різних архітектурах. Найбільш часто glibc використовується на машинах x86-архітектури з ОС Linux.
Офіційно також підтримуються архітектури:
- ARM
- DEC Alpha
- ETRAX CRIS
- Motorola 68k
- PowerPC
- s390
- SPARC

## Критика
glibc критикують за її «роздутість» і повільну роботу в порівнянні з іншими минулими бібліотеками. Тому були створені кілька альтернативних стандартних бібліотек мови Сі (dietlibc, uClibc і Newlib).

## Виноски
1. 1 2 3  Free Software Directory
2. ↑  https://sourceware.org/git/?p=glibc.git;a=commit;h=41bdb6e20c5d2df34a740cbd70e11c05025dfd12
3. ↑  glibc homepage. Архів оригіналу за 12 липня 2013. Процитовано 19 березня 2011. In 2001 The GNU C Library Steering Committee ..., was formed and currently consists of Mark Brown, Paul Eggert, Andreas Jaeger, Jakub Jelinek, Roland McGrath and Andreas Schwab.
4. ↑  http://www.gnu.org/bulletins/bull4.html. Архів оригіналу за 12 липня 2013. Процитовано 19 березня 2011. Most libraries are done. Roland McGrath [...] has a nearly complete set of ANSI C library functions. We hope they will be ready some time this spring. {{cite web}}: Зовнішнє посилання в |title= (довідка)
5. ↑  GNU's Bulletin, vol. 1 no. 12. Архів оригіналу за 12 липня 2013. Процитовано 19 березня 2011. It now contains all of the ANSI C-1989 and POSIX.1-1990 functions, and work is in progress on POSIX.2 and Unix functions (BSD and System V)